# روان حمزة
روان حمزة إعلامية صحفية سعودية ومقدمة برامج على قناة العربية. وعملت سابقا لدى قناة الاخبارية السعودية ومراسلة في قناة دبي وحاليا تعمل معدة ومحررة ومراسلة اخبار في قناة العربية.

## السيرة
هي مقدمة برنامج «صباح العربية»، وتعمل محررة وكاتبة رئيسية في القناة منذ مارس (آذار) عام 2018، عملت صحافية في «العربية دوت نت» بين 2011 و2012، وصحافية مستقلة في الموقع ذاته بين 2009 و2011، حاصلة على بكالوريوس في الإعلام من الجامعة الأميركية في الشارقة - قسم اذاعة وتلفزيون - صنعت فيلم «الأحساء واحة النخيل» بجهد فردي كمشروع تخرج من الجامعة، حيث قامت بكتابة السيناريو والتصوير والاخراج والإنتاج.